# 36 Grad
36 Grad ist ein Lied des deutschen Elektropopduos 2raumwohnung, das im Februar 2007 erschien.

## Entstehung und Veröffentlichung
Das Lied wurde von den beiden 2raumwohnung-Mitgliedern Tommi Eckart und Inga Humpe getextet, komponiert und produziert. Beim Schreibprozess bekam das Duo Unterstützung durch Peter Plate und Ulf Leo Sommer.
Die Erstveröffentlichung von 36 Grad erfolgte am 2. Februar 2007 bei It.Sounds Records, als Teil von 2raumwohnungs fünften, gleichnamigen Studioalbums (Katalognummer: 0946 386039 2 4). Am 1. Juni desselben Jahres erschien das Lied als Singleauskopplung aus dem Album. Diese erschien als Maxi-Single auf CD sowie als Download mit einer Akustikversion sowie der englischsprachigen Version 95degrees und dem Lied Verzeih dir selbst als B-Seiten (Katalognummer: 3909432). Im Folgejahr erschien eine Neuauflage bei Polydor, welches das Duo mit dem Projekt Rhythms del Mundo aufgenommen hat. Diese Version erschien am 22. August als Single (Katalognummer: 06025 1783071) sowie am 29. August 2008 als Teil des Projektalbums Cubano alemán (Katalognummer: 06025 1779343).

## Inhalt
| „36 Grad, und es wird noch heißer. Mach den Beat nie wieder leiser. 36 Grad, kein Ventilator. Das Leben kommt mir gar nicht hart vor. 36 Gra-a-ad, a-a-ah. 36 Gra-a-ad, a-a-ah.“ – Refrain, Originalauszug | Der Liedtext kokettiert mit der menschlichen Körpertemperatur und einer Extremhitze im Sommer. Inga Humpe selbst bezeichnete den Titel als ihr Last Christmas, er habe eine „lange Haltbarkeit“ und werde immer wieder „überarbeitet“. In der Tat veröffentlichte sie zum Beispiel 2008 Rhythms del Mundo, auf dem kubanische Musiker unter anderem mit 2raumwohnung an einer überarbeiteten Fassung von 36 Grad gearbeitet haben. |

## Musikvideo
Das dazugehörige Musikvideo entstand unter der Regie von Matthias Freier. Es zeigt Inga Humpe singend und Tommi Eckart am Keyboard spielend. Dazwischen sind Scherenschnittfiguren zu sehen. Es wird mitunter gezeigt, wie Wasser an das Erdreich gelangt und die Figuren von ihm trinken. Bis September 2024 zählte das Video über 7,8 Millionen Aufrufe auf der Videoplattform YouTube.

## Chartplatzierungen
| ChartsChartplatzierungen | Höchstplatzierung | Wochen |
| ------------------------ | ----------------- | ------ |
| Deutschland (GfK)        | 22 (23 Wo.)       | 23     |
| Schweiz (IFPI)           | 17 (24 Wo.)       | 24     |

| ChartsChartplatzierungen | Höchstplatzierung | Wochen |
| ------------------------ | ----------------- | ------ |
| Deutschland (GfK)        | 28 (26 Wo.)       | 26     |
| Österreich (Ö3)          | 30 (3 Wo.)        | 3      |